# Tour de Turingia femenino
El Tour de Turingia femenino (oficialmente: Internationale Lotto Thüringen Ladies Tour) es una carrera ciclista femenina por etapas que se disputa anualmente por la región de Turingia en Alemania. Es la versión femenina de la carrera del mismo nombre. 
La carrera fue creada en el año 1986 como prueba amateur y en 2004 ascendió al profesionalismo bajo la categoría 2.9.1 (máxima categoría del profesionalismo para carreras por etapas femeninas) categoría ésta que fue renombrada en 2005 a 2.1 y en la cual se ha mantenido hasta la fecha.

## Palmarés
| Año                               | Ganador                | Segundo                 | Tercero            |           |
| --------------------------------- | ---------------------- | ----------------------- | ------------------ | --------- |
| 1986                              | Hana Chmelarová        | Ildiko Paczova          | Jana Schur         |           |
| 1987                              | Petra Rossner          | Tea Vikstedt-Nyman      | Hana Chmelarová    |           |
| 1988                              | Tea Vikstedt-Nyman     | Petra Rossner           | Monique de Bruin   |           |
| 1989                              | Vanessa Van Dijk       | Eva Orvošová            | Angela Kindling    |           |
| 1990-1991 ediciones no disputadas |                        |                         |                    |           |
| 1992                              | Alena Barillová        | Lenka Ilavská           | Marion Borst       |           |
| 1993                              | Lenka Ilavská          | Alena Barillová         | Claudia Lehmann    |           |
| 1994                              | Alison Dunlap          | Jeanne Golay            | Susanne Ljungskog  |           |
| 1995                              | Laura Charameda        | Elena Ogui              | Sandra Schumacher  |           |
| 1996                              | Ina Teutenberg         | Vera Hohlfeld           | Laura Charameda    |           |
| 1997                              | Alessandra Cappellotto | Barbara Heeb            | Monica Valvik      |           |
| 1998                              | Edita Pučinskaitė      | Susanne Ljungskog       | Hanka Kupfernagel  |           |
| 1999                              | Hanka Kupfernagel      | Diana Žiliūtė           | Rasa Polikevičiūtė |           |
| 2000                              | Valentyna Karpenko     | Juanita Feldhahn        | Solrun Flatås      |           |
| 2001                              | Mirjam Melchers        | Judith Arndt            | Trixi Worrack      |           |
| 2002                              | Zulfiya Zabirova       | Jenny Algelid-Bengtsson | Mirjam Melchers    |           |
| 2003                              | Walentina Polchanowa   | Susanne Ljungskog       | Sara Carrigan      |           |
| 2004                              | Zulfiya Zabirova       | Judith Arndt            | Mirjam Melchers    |           |
| 2005                              | Theresa Senff          | Susanne Ljungskog       | Judith Arndt       |           |
| 2006                              | Nicole Cooke           | Amber Neben             | Trixi Worrack      |           |
| 2007                              | Judith Arndt           | Amber Neben             | Noemi Cantele      |           |
| 2008                              | Judith Arndt           | Trixi Worrack           | Grete Treier       |           |
| 2009                              | Linda Villumsen        | Marianne Vos            | Susanne Ljungskog  |           |
| 2010                              | Olga Zabelínskaya      | Edita Pučinskaitė       | Noemi Cantele      |           |
| 2011                              | Emma Johansson         | Amber Neben             | Shara Gillow       |           |
| 2012                              | Judith Arndt           | Trixi Worrack           | Emma Johansson     |           |
| 2013                              | Emma Johansson         | Shara Gillow            | Lisa Brennauer     |           |
| 2014                              | Evelyn Stevens         | Lizzie Armitstead       | Lisa Brennauer     |           |
| 2015                              | Emma Johansson         | Karol-Ann Canuel        | Lauren Stephens    |           |
| 2016                              | Elena Cecchini         | Amanda Spratt           | Ellen van Dijk     |           |
| 2017                              | Lisa Brennauer         | Ellen van Dijk          | Hayley Simmonds    |           |
| 2018                              | Lisa Brennauer         | Ellen van Dijk          | Lucinda Brand      |           |
| 2019                              | Kathrin Hammes         | Pernille Mathiesen      | Lourdes Oyarbide   |           |
| 2020                              | cancelada              | cancelada               | cancelada          | cancelada |
| 2021                              | Lucinda Brand          | Lotte Kopecky           | Emma Norsgaard     |           |
| 2022                              | Alexandra Manly        | Marta Lach              | Femke Gerritse     |           |
| 2023                              | Lotte Kopecky          | Lorena Wiebes           | Mischa Bredewold   |           |
| 2024                              | Ruth Winder            | Mischa Bredewold        | Brodie Chapman     |           |
| 2025                              | cancelada              | cancelada               | cancelada          | cancelada |

## Palmarés por países
| País           | Victorias |
| -------------- | --------- |
| Alemania + RDA | 10        |
| Rusia          | 4         |
| Estados Unidos | 4         |
| Suecia         | 3         |
| Países Bajos   | 3         |
| Eslovaquia     | 2         |
| Italia         | 2         |
| Checoslovaquia | 1         |
| Finlandia      | 1         |
| Ucrania        | 1         |
| Lituania       | 1         |
| Reino Unido    | 1         |
| Dinamarca      | 1         |
| Australia      | 1         |
| Bélgica        | 1         |